# Пам'ятники Макарова
Стаття Пам'ятники Макарова призначена для ознайомлення, в тому числі візуального зі зразками міської скульптури в смт Макарові Київської області.
Архітектурне обличчя Макарова не в останню чергу селищні пам'ятники. У центрі Макарова це численні радянські пам'ятники на вшанування подій і героїв німецько-радянської війни та встановлене за незалежності України погруддя Тараса Шевченка (2007). Поряд із центром у районі Свято-Дмитріївського храму (ПЦУ) створено оригінальну меморіальну ділянку вже у 2-й половині 2000-х років — пам'ятник Святителю Дмитрію (Дмитро Туптало) і пам'ятний знак Жертвам Голодомору і репресій.
Загалом у селищі понад 10 пам'ятників, пам'ятних знаків і меморіалів. Половина з них відноситься до радянського часу, половину було створено й відкрито вже за української незалежності (після 1991 року); тоді ж було демонтовано макарівський пам'ятник Леніну, що стояв на центральній площі. Особливо багатим на відкриття пам'ятників у Макарові став 2007 рік — тоді було відкрито найпомпезніший селищний монумент Дмитру Тупталу, а також погруддя Шевченка і пам'ятний знак жертвам голодоморів та політичних репресій.
| Назва                                                                              | Дата встановлення | Розташування                                                              | Фото | Короткі відомості |
| Воїнам-афганцям Макарова (загиблим), меморіал                                      |                   | у центрі на вулиці Димитрiя Ростовського                                  |      | |
| Воїнам-визволителям Макарова                                                       |                   | у центрі на вулиці Д. Ростовського                                        |      | |
| Воїнам-односільчанам, які загинули у роки німецько-радянської війни                |                   | у центрі на вулиці Д. Ростовського                                        |      | |
| Жертвам голодоморів та політичних репресій, пам'ятний знак                         | 2007              | біля Церкви Святого Димитрія по вулиці Д. Ростовського, 3                 |      | Пам'ятний знак Жертвам голодоморів та політичних репресій був урочисто відкритий 5 червня 2007 року на виконання Указів Президента України № 250/2007 «Про заходи у зв'язку з 75-ми роковинами Голодомору 1932—1933 років в Україні» від 28 березня 2007 року і № 431/2007 «Про заходи у зв'язку з 70-ми роковинами Великого терору — масових політичних репресій 1937—1938 років» від 21 травня 2007 року. |
| Комсомольцям Макарівщини                                                           | 1970              | у парку                                                                   |      | Пам'ятник комсомольцям Макарівщини, які полягли за владу Рад, був споруджений у 1970 році. |
| Літак                                                                              | 1972              |                                                                           |      | Літак МіГ-17 на постаменті — пам'ятник льотчикам-уродженцям Макарова |
| Тупталу Дмитру                                                                     | 2007              | по вулиці Д. Ростовського                                                 |      | Пам'ятник святому, митрополиту Ростовському та Ярославському, церковному діячеві, вченому, письменнику і проповіднику Дмитрові Тупталу (св. Дмитрій Ростовський) був урочисто відкритий і освячений 11 грудня 2007 року. Автори — скульптори заслужений художник України Анатолій Марчук і Володимир Шолудько.                                                                                              |
| Шевченка Тараса, погруддя                                                          | 2007              | на майданчику перед районним будинком культури (вул. Д. Ростовського, 27) |      | Пам'ятник-погруддя великого українського поета і мислителя Тараса Шевченка був встановлений 5 червня 2007 року. Автор — скульптор Олександр Рачковський. |
| на честь воїнів-макарівців, загиблих у ДСВ, обеліск-меморіал                       |                   | у центрі                                                                  |      | |
| на честь мешканців Макарова, розстріляних окупантами під час ДСВ, обеліск-меморіал |                   | на місці масових розстрілів біля р. Здвиж                                 |      | |
| «Тим, хто врятував світ». До 25-ї річниці з дня трагедії на ЧАЕС , Меморіал        | 2011              | біля будівлі МНС                                                          |      | Меморіал пам'яті героям-рятувальникам, ліквідаторам аварії на ЧАЕС встановлений за сприяння райдержадміністрації, районної ради, ГУ МНС України в Київській області, депутатів районної ради Семена Ханіна та Володимира Пітатєлєва. Скульптор Володимир Шолудько. |